# روثيو غامونال
روثيو غامونال فيريرا (بالإسبانية: Rocío Gamonal)‏ (بالإسبانية: Rocio Gamonal Ferrera، ولدت في 25 فبراير 1979، أستورياس، إسبانيا) دراجة إسبانية.
حازت على الميدالية الذهبية في بطولة العالم للدراجات الهوائية الجبلية عام 2005.

## إنجازاتها

### بطولة العالم للدراجات الهوائية الجبلية
- 2005 ليفينيو  إيطاليا:  ميدالية ذهبية في سباق التتابع (Team Cross-country).

## روابط خارجية
- روثيو غامونال على موقع أرشيف الدراجات (الإنجليزية)